# Visitors (franchise)

Logo usato dalla serie del 2009, simile all'originale

Visitors (in inglese V) è un franchise creato da Kenneth Johnson, iniziato con la serie televisiva V - Visitors. Parla di un'invasione aliena della Terra da parte dei cosiddetti Visitors, che fingono un aspetto umano e intenzioni amichevoli, ma sono in realtà rettiliani. Il franchise Visitors nel tempo ha ispirato, oltre alla serie televisiva, romanzi, videogiochi, ecc.

## Televisione
- V - Visitors (V) (1983) - miniserie televisiva in 2 episodi
- V - Visitors (V: The Final Battle) (1984) - miniserie televisiva in 3 episodi
- Visitors (V: The Series) (1984-1985) - serie televisiva in 19 episodi, sequel delle precedenti miniserie
- V (V) (2009-2011) - serie televisiva (in due stagioni e per complessivi 22 episodi) ispirata alle precedenti miniserie e in minima parte loro remake.

## Romanzi

### Serie originale
Il successo delle due miniserie portò alla realizzazione di alcuni romanzi sui Visitors. Inizialmente solo cinque romanzi erano stati previsti, ma visto il successo ottenuto ne furono realizzati altri. Il primo romanzo, V, è una trasposizione delle due miniserie originali combinate in una sola storia. Ci sono alcune differenze tra il romanzo e le miniserie televisive, dovute al fatto che l'autore lavorò su una sceneggiatura diversa dalla versione televisiva e non fu a conoscenza delle modifiche apportate a tale sceneggiatura, inclusa la morte di diversi personaggi ancora in vita nella versione televisiva.
Molti dei romanzi non hanno per protagonisti i personaggi della serie e non seguono pienamente la trama della serie televisiva, ma rimangono incentrati sugli scontri tra i terrestri e gli alieni invasori nelle altre parti del mondo. Alcuni di essi si svolgono tra la fine della miniserie V: The Final Battle e l'episodio Il giorno della liberazione della serie.
Mentre la serie era in onda, nuovi romanzi venivano pubblicati una volta al mese dalla Pinnacle Paperbacks e, nel Regno Unito, ogni due mesi dalla New English Library. Nel 1987-1988, cinque romanzi non pubblicati dalla Pinnacle furono pubblicati dalla Tor. 
In Italia, cinque romanzi della serie sono stati pubblicati dalla SIAD Edizioni. Uno di essi, ''East Coast Crisis, diviso in due libri.
| N° | Titolo originale           | Titolo italiano                | Autore                          | Data di uscita (edizione originale) | Data di uscita (edizione italiana) |
| -- | -------------------------- | ------------------------------ | ------------------------------- | ----------------------------------- | ---------------------------------- |
| 1  | V                          | —                              | A.C. Crispin                    | Maggio 1984                         | —                                  |
| 2  | East Coast Crisis          | La crisi della costa orientale | Howard Weinstein e A.C. Crispin | Settembre 1984                      | Gennaio 1986                       |
| 2  | East Coast Crisis          | La Terra è salva               | Howard Weinstein e A.C. Crispin | Settembre 1984                      | Gennaio 1986                       |
| 3  | The Pursuit of Diana       | Caccia a Diana                 | Allen L. Wold                   | Dicembre 1984                       | Febbraio 1986                      |
| 4  | The Chicago Conversion     | Assedio a Chicago              | George W. Proctor               | Gennaio 1985                        | Febbraio 1986                      |
| 5  | The Florida Project        | Progetto Florida               | Tim Sullivan                    | Febbraio 1985                       | Marzo 1986                         |
| 6  | Prisoners and Pawns        | Prigionieri e ostaggi          | Howard Weinstein                | Marzo 1985                          | Marzo 1986                         |
| 7  | The Alien Swordmaster      | —                              | Somtow Sucharitkul              | Aprile 1985                         | —                                  |
| 8  | The Crivit Experiment      | —                              | Allen L. Wold                   | Maggio 1985                         | —                                  |
| 9  | The New England Resistance | —                              | Tim Sullivan                    | Giugno 1985                         | —                                  |
| 10 | Death Tide                 | —                              | A.C. Crispin                    | Luglio 1985                         | —                                  |
| 11 | The Texas Run              | —                              | George W. Proctor               | Settembre 1985                      | —                                  |
| 12 | Path to Conquest           | —                              | Howard Weinstein                | Settembre 1987                      | —                                  |
| 13 | To Conquer the Throne      | —                              | Tim Sullivan                    | Novembre 1987                       | —                                  |
| 14 | The Oregon Invasion        | —                              | Jayne Tannehill                 | Gennaio 1988                        | —                                  |
| 15 | Below the Threshold        | —                              | Allen L. Wold                   | Marzo 1988                          | —                                  |
| 16 | Symphony of Terror         | —                              | Somtow Sucharitkul              | Maggio 1988                         | —                                  |

### The Second Generation
Kenneth Johnson, il creatore della miniserie originale V, ha cercato a lungo di realizzare un sequel televisivo alla miniserie originale che però ignorasse quanto accaduto nella miniserie V: The Final Battle e nella serie televisiva seguente. Quando la Warner Bros. rifiutò la sua proposta ed iniziò la realizzazione della serie televisiva reboot, Johnson decise di scrivere un romanzo dalla sua idea.
| N° | Titolo                     | Autore                         | Data di uscita | ISBN               |
| --- | -------------------------- | ------------------------------ | -------------- | ------------------ |
| 1 | V: The Original Miniseries | Kenneth Johnson e A.C. Crispin | Novembre 2008  | ISBN 0-7653-2199-8 |
| Adattamento di Crispin della miniserie originale senza i capitoli inerenti alla storia della miniserie V: The Final Battle. Al loro posto c'è un breve lavoro di Johnson che collega questa nuova versione del libro a The Second Generation. |                            |                                |                |                    |
| 2 | V: The Second Generation   | Kenneth Johnson                | Febbraio 2008  | ISBN 0-7653-1907-1 |
| Vent'anni dopo la miniserie originale, i Visitors controllano la Terra. In risposta al messaggio inviato alla fine della miniserie originale, la Resistenza – che nel corso degli anni è stata parzialmente decimata, specialmente dopo la "Grande Purga" di Diana – viene contattata da un'altra razza di alieni, gli insettoidi Zedti. Tuttavia il loro comportamento desta alcuni sospetti nei terrestri. Il romanzo termina con un finale aperto, con il destino del mondo apparentemente nelle mani degli Zedti. |                            |                                |                |                    |

## Libri
Sono stati pubblicati numerosi libri, che coprono tutti gli aspetti della saga, comprese interviste, articoli e guide agli episodi, in particolare i 6 volumi di The V Files, scritti da James Van Hise e Ed Gross, pubblicati da New Media Books/Psi Fi movie Press a metà degli anni '80, e i due libri francesi, V: l'autre guerre des mondes di Francis Valery, pubblicato per la prima volta in edizione tascabile nel 1993 dalle edizioni DLM (e ristampato nel 1995), copre l'intera saga originale fino al ventesimo episodio non girato "The Attack", e V: les miroirs du passe di Didier Liardet, pubblicato da Yris Editions nel 2011, questo tascabile presenta una guida completa agli episodi sia dell'originale degli anni '80 che del reboot moderno, descrive in dettaglio la storia dello show ed include anche foto del merchandising dalla serie nel corso degli anni.
Nel 2017, un libro di Dan Copp intitolato Fascist Lizards from Outer Space: The Politics, Literary Influences and Cultural Impact of Kenneth Johnson's V è stato pubblicato dalla McFarland & Company.
Degno di nota è anche Future Threads: Costume Design for the Science Fiction World di John L. Flynn, pubblicato nel 1985 da New Media Books, che contiene istruzioni e modelli per creare, tra gli altri, diversi costumi dei Visitor.

## Fumetti
La DC Comics pubblicò dal febbraio 1985 al luglio 1986 una serie di 18 fumetti contenenti storie destinate a coincidere con gli eventi di Visitors. L'editore era inizialmente intenzionato ad acquistare i permessi per poter continuare la trama della serie televisiva sui fumettin se essa non fosse stata rinnovata per una seconda stagione. Alla fine, o tale permesso è stato negato o la DC decise di concludere la serie. La copertina del numero 18 riporta il titolo "Final Issue", ma in realtà presenta (con il numero 17) una storia flashback con Elias Taylor. (Il numero 16 ha mostrato la scena iniziale dell'episodio televisivo finale.)
| N° | Titolo                      | Data di uscita    |
| -- | --------------------------- | ----------------- |
| 1  | City On The Edge            | 1º febbraio 1985  |
| 2  | The Town With No Shame      | 1º marzo 1985     |
| 3  | Encounter!                  | 1º aprile 1985    |
| 4  | Alien Conflict!             | 1º maggio 1985    |
| 5  | The Price Of Peace          | 1º giugno 1985    |
| 6  | Shatterday                  | 1º luglio 1985    |
| 7  | Tennyson                    | 1º agosto 1985    |
| 8  | Printer's Devil             | 1º settembre 1985 |
| 9  | The Poison In The Apple     | 1º ottobre 1985   |
| 10 | The Deadly Rites Of Spring! | 1º novembre 1985  |
| 11 | Meanwhile, Out In Space...  | 1º dicembre 1985  |
| 12 | Siege                       | 1º gennaio 1986   |
| 13 | The Prince And The Power!   | 1º febbraio 1986  |
| 14 | Conquest -- At Any Cost!    | 1º marzo 1986     |
| 15 | Blood On The Wind           | 1º aprile 1986    |
| 16 | Peace On Earth?             | 1º maggio 1986    |
| 17 | For Old Times Sake!         | 1º giugno 1986    |
| 18 | End Game!                   | 1º luglio 1986    |

### Manga
In Giappone, nel 1989 Gō Nagai scrisse un adattamento manga delle miniserie statunitensi V e V: The Final Battle con i disegni di Tatsuya Yasuda.
In Italia il manga è stato editato da 001 Edizioni solamente nel 2021 col titolo V - Visitors.

## Videogiochi
Nel 1986 la Ocean Software realizzò il videogioco V basato sulle serie, per Amstrad CPC, Commodore 64 e ZX Spectrum.
Uscirono anche due avventure testuali per ZX Spectrum, ma non sono trasposizioni ufficiali.

## Giocattoli
Negli anni '80 venne realizzato dalla LJN un bambolotto raffigurante un Visitors alto 30 cm. 
Era in lavorazione anche una serie di personaggi alti 10 cm e di veicoli alieni che però non furono realizzati a causa del calo di ascolti e successiva cancellazione della serie.
Nel 2021 la Funko ha realizzato tre action figure in vinile raffiguranti Mike Donovan, Diana e un Visitors smascherato.